# Joseph Alexander von Helfert
Joseph Alexander von Helfert, född 3 november 1820 i Prag, död 16 mars 1910 i Wien, var en österrikisk jurist och politiker.
Helfert blev 1847 lärare i romersk och kanonisk rätt vid universitetet i Kraków, var 1848–49 ledamot av österrikiska riksdagen och 1848–60 understatssekreterare i undervisningsministeriet samt utnämndes ett par år senare till president i centralkommissionen för minnesmärken. År 1854 erhöll han friherrlig värdighet och blev 1881 ledamot av herrehuset.
I politiken klerikal och federalist var han vän till Leo von Thun und Hohenstein och Karl Sigmund von Hohenwart. Bland hans många skrifter märks Huss und Hieronymus (1853), Die österreichische Volksschule (band 1 och 3, 1860–61), Geschichte Oesterreichs vom Ausgang des Wiener Oktoberaufstands 1848 (fyra band, 1869–86), Marie Luise, Kaiserin der Franzosen (1873), Revision des ungarischen Ausgleichs (två band, 1876), Karoline von Neapel und Sicilien im Kampf gegen die französische Weltherrschaft (1878; nytt arbete om henne 1884) och Aufzeichnungen und Erinnerungen aus jungen Jahren (1904).